# Multitextualité
 (décembre 2010).
Si vous disposez d'ouvrages ou d'articles de référence ou si vous connaissez des sites web de qualité traitant du thème abordé ici, merci de compléter l'article en donnant les références utiles à sa vérifiabilité et en les liant à la section « Notes et références ».
La multitextualité est un concept émergent (2005). Elle peut être :
- présentielle par l’existence conjointe, sur une feuille de papier ou sur un écran, de deux ou plusieurs documents de nature hétérogène ;
- langagière s'il s'agit du même texte en deux langues différentes. Ou encore d’un document dynamique et du code qui l’a généré — PHP, HTML, etc. ;
- hypertextuelle par la coprésence, via des hyperliens, de deux ou plusieurs documents de nature hétérogène. Par exemple, un article d’encyclopédie en ligne et d’autres documents de types différents — document extensionnel, publication en ligne, etc.

La multitextualité hypertextuelle — au contraire du texte livresque séquentiel — permet de présenter des concepts dans un « volume ». Dans chaque texte, à chaque endroit opportun, un lien peut donner accès à :
- un concept de niveau plus élevé — une classe par exemple ;
- un concept de niveau inférieur — sous-classe ;
- une instanciation ou un exemple (texte ou image) ;
- une définition ;
- un commentaire ;
- etc.

La relation du lecteur au texte et au sens s’en trouve profondément modifiée. Si, comme le suggèrent les travaux de la médiologie, la pensée humaine évolue par le moyen du texte et du sens, de nouveaux modes de pensée devraient émerger au fil de l’hypermodernité.